# Eurystauridia
Eurystauridia is een geslacht van vlinders van de familie tandvlinders (Notodontidae), uit de onderfamilie Notodontinae.

## Soorten
- E. dorsalis Kiriakoff, 1967
- E. fusconebulosa (Kiriakoff, 1962)
- E. iphis Kiriakoff, 1968
- E. medialis (Gaede, 1928)
- E. olivacea (Gaede, 1928)
- E. picta Kiriakoff, 1973
- E. pinto (Kiriakoff, 1962)
- E. triangularis (Gaede, 1928)
- E. viola (Kiriakoff, 1962)